# Göktytor
Göktytor (Jynx) är ett släkte av hackspettar, innefattande två olika arter. Släktet beskrevs av Linné 1758. Göktytor placeras ibland som enda släkte i underfamiljen Jynginae och ibland direkt under hackspettar (Picidae). Ingen av arterna i släktet är hotade utan båda kategoriseras som livskraftiga.

## Etymologi
Det vetenskapliga namnet Jynx kommer från det latinska namnet på göktyta som är iynx. Enligt en sägen i grekisk mytologi är det nymfen Iynx som blev transformerad till en göktyta.

## Utseende och anatomi
Arterna i släktet är relativt de andra i familjen förhållandevis primitiva och ospecialiserade vilket man tror beror på att släktet utvecklades separat från de andra hackspettarna relativt tidigt. Båda arterna i släktet lever solitärt och livnär sig på insekter och då i huvudsak myror.
Jämfört med andra hackspettar är de relativt små och har mjukare och inte lika spetsiga näbbar. Tungorna är som hos de andra släktena långa men saknar hos göktytorna hullingar och borst. Ingen av arterna hackar i träd som många andra i familjen. Fjäderdräkten är fläckig och går i grått, svart och brunt. De saknar också hårdare stjärtfjädrar som finns hos andra släkten och klättrar inte heller på lodräta stammar som de.
Båda arterna har förmågan att vrida sina huvuden vilket också givit dem deras namn på ett flertal språk, bland annat engelska där de heter wrynecks. Detta kan de göra på ett ormlikt sätt när de störs. De kan då också avge ett väsande läte. Att de på detta sätt kan efterlikna både i rörelse och läte en orm är ett exempel på Bates mimikry.
På samma sätt som andra arter i familjen har de sina oinredda bon i hål i träd eller andra håligheter. Dock hackar de inte hålen själva utan använder andra fåglars bon. De kan också ha sina bon i holkar eller mer sällan även i hål i marken. De lägger 1-6 (rödbröstad göktyta) respektive 6-12 (göktyta) blanka helvita ägg och ungarna kläcks blinda och fjäderlösa.

## Systematik
Släktet utgör den egna underfamiljen Jynginae inom familjen hackspettar (Picidae) och omfattar  två arter:
- Göktyta (Jynx torquilla), typart[1][18] som delas in i fyra[2], sex[19] (eller sju[20]) underarter. Den är en flyttfågel som häckar i stora delar av de norra delarna av palearktis. Den övervintrar i tropiska Afrika och södra Asien.[8][19]
- Rödbröstad göktyta (Jynx ruficollis) som delas in i tre underarter. Den är en stannfågel som häckar i Afrika söder om Sahara.[7][19]